# Diglyphomorphomyia nigra
Diglyphomorphomyia nigra är en stekelart som beskrevs av Zhu och Huang 2003. Diglyphomorphomyia nigra ingår i släktet Diglyphomorphomyia och familjen finglanssteklar. Inga underarter finns listade i Catalogue of Life.